# Prunum amabile
Prunum amabile är en snäckart som först beskrevs av John Howard Redfield 1852.  Prunum amabile ingår i släktet Prunum och familjen Marginellidae. Inga underarter finns listade i Catalogue of Life.